# Pierre Bertrand (saxophoniste)
Pour les articles homonymes, voir Pierre Bertrand et Bertrand.
Pierre Bertrand, né à Cagnes-sur-Mer le 28 janvier 1972, est un saxophoniste, flûtiste, compositeur, et arrangeur de jazz.

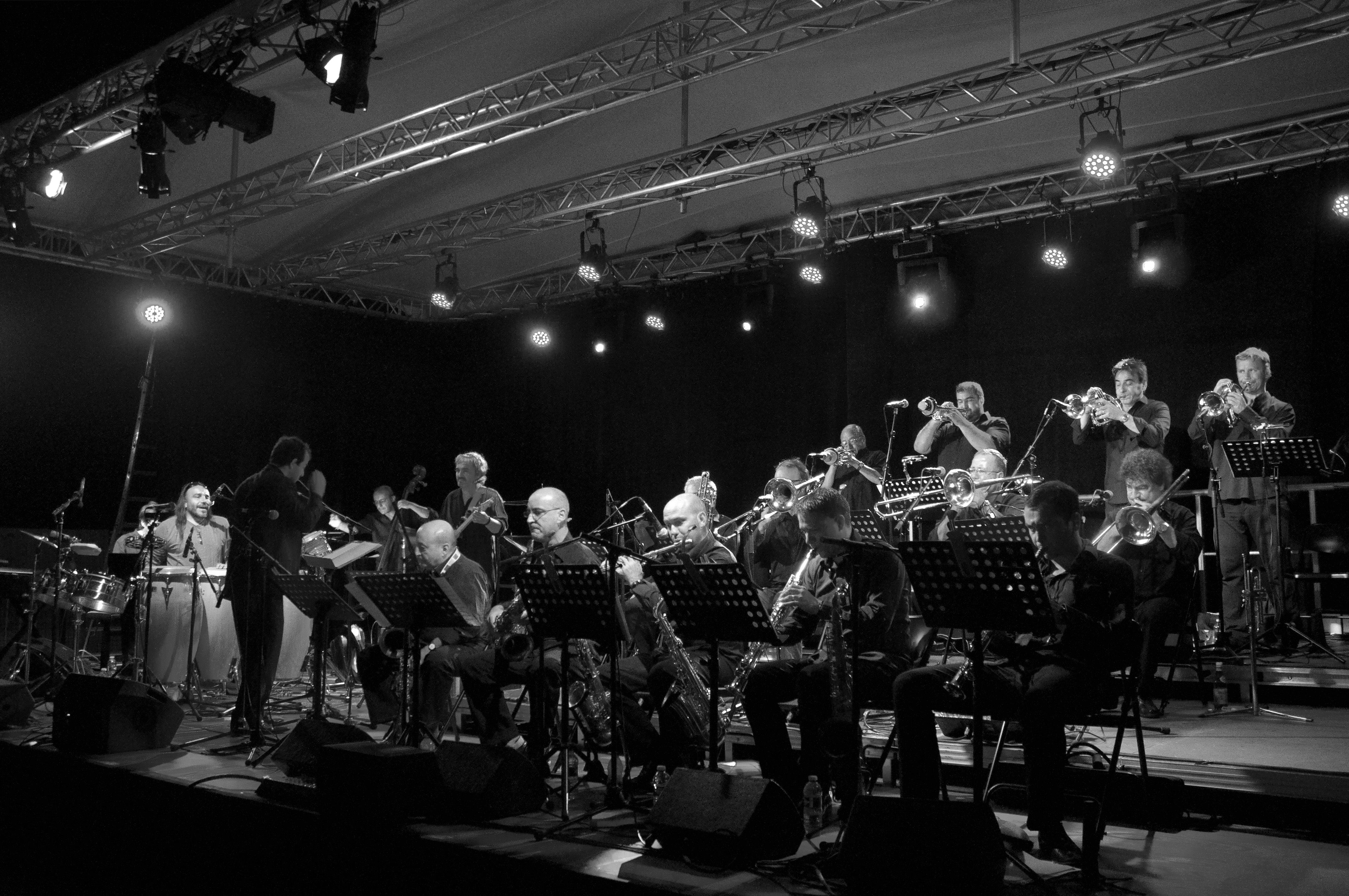
Pierre Bertrand, dirigeant le Nice Jazz Orchestra en 2011 (festival "Cap Jazz").

## Biographie
Pierre Bertrand suit des études musicales aux conservatoires de Nice et Paris. Il fonde le Paris Jazz Big Band (PJBB) avec Nicolas Folmer en 1998 et dirige le Nice Jazz Orchestra (NJO) depuis 2009. 
En 2009, Pierre Bertrand enregistre un premier album concept en soliste où se rencontrent musiciens de jazz et musiciens de flamenco : Caja Negra. À la suite du succès de cet album, Pierre Bertrand fonde un groupe portant le même nom, Caja Negra, qui se produit en concert en France et en Amérique du Sud. Au fil des tournées, l’ensemble développe une identité musicale singulière, caractérisée par un son organique et éclatant.
En 2014, il décide de poursuivre l’exploration sonore de Caja Negra en composant un nouvel album pour cette formation. Il s’entoure de musiciens de renom, notamment Minino Garay, Alfio Origlio, Jérôme Regard, Xavier Sanchez, Louis Winsberg, Paloma Pradal et Alberto Garcia. Pour enrichir ce projet, il invite également des artistes ayant collaboré avec le groupe en tournée, tels que Sabrina Romero, Melchior Campos, Édouard Coquard et Jean-Yves Jung, tout en sollicitant pour la première fois le guitariste Sylvain Luc.
Cet album, intitulé JOY, voit le jour après deux années de travail intensif mêlant composition, performance instrumentale et production en studio. Par la suite, Caja Negra élargit ses horizons scéniques en se déclinant sous diverses formations, notamment Caja Negra with Big Band et Caja Negra with Strings, confirmant ainsi la richesse et la polyvalence de ce projet artistique. 
Parmi ses projets les plus marquants figure sa réinterprétation de la Far East Suite de Duke Ellington et Billy Strayhorn qui donne aboutit à l'album Far East Suite enregistré en 2018.
Dans cet ambitieux hommage, Pierre Bertrand revisite l’œuvre dans son ordre originel, tout en inscrivant sa démarche dans un contexte contemporain. Il rappelle le cadre historique de la composition originale – celui de la guerre froide et du retour d’une tournée en Asie et au Moyen-Orient en 1964. À travers des mots forts tels que « sauvagerie » et « liberté », Pierre Bertrand souligne la puissance expressive qui a guidé son travail de réarrangement.
Le résultat est une œuvre dense et élégamment structurée. En s’appuyant sur une configuration orchestrale riche et variée, Pierre Bertrand mobilise une palette sonore étendue. Les musiciens, dont certains jouent plusieurs instruments, explorent des textures évoquant l’Orient grâce à des percussions traditionnelles comme le zarb, le dholak et le riq. Les voix envoûtantes de Paloma Pradal et Sabrina Romero ajoutent une profondeur émotionnelle et une dynamique particulière aux arrangements.
Avec cette relecture audacieuse et respectueuse, Pierre Bertrand démontre une maîtrise impressionnante de l’art de l’arrangement. La Far East Suite version Bertrand est une œuvre remarquable, marquée par une grande ingéniosité et une expressivité captivante. Elle constitue à la fois un hommage vibrant à Ellington et Strayhorn et une relecture contemporaine.

## Récompenses
- 2005 : Victoires du jazz dans la catégorie Révélation instrumentale française de l’année (Prix Frank Ténot) avec Nicolas Folmer pour le Paris Jazz Big Band
- 2005 Il obtient un Djangodor et une Victoire du jazz, catégorie "révélation française instrumentale de l'année" pour l'album Paris 24H[2],[3] avec le Paris Jazz Big Band
- 2017 : Victoires du jazz avec Caja Negra dans la catégorie Album inclassable de l'année pour Joy

## Discographie

### Albums
- 2000 : À suivre !, Paris Jazz Big Band, Cristal Records
- 2002 : Mediterràneo, Paris Jazz Big Band, Cristal Records
- 2004 : Paris 24h, Paris Jazz Big Band, Cristal Records
- 2008 : French Songs, Florence Davis et le Paris Jazz Big Band, Cristal Records
- 2009 : The Big Live, Paris Jazz Big Band, Cristal Records
- 2010 : Caja Negra, avec Louis Winsberg (g), Alfio Origlio (p), Jérôme Regard (b), Xavier Sanchez (perc), Alberto Garcia et Paloma Pradal (chant), Cristal Records
- 2016 : Joy, avec Louis Winsberg (g), Alfio Origlio (p), Jérôme Regard (b), Minino Garay / Xavier Sanchez (perc), Alberto Garcia / Paloma Pradal (chant), Cristal Records et Sony Music Entertainment
- 2018 : Far East Suite avec Minino Garay (bat et perc), Stéphane Edouard (perc) Jérome Regard (cb), Alfio Origlio (p), Paloma Pradal (chant), Sabrina Romero (danse et chant) (voir Line up complet[4]) Cristal Records et Sony Music Entertainment

plus d'informations sur la discographie 

### Les collaborations
- 2012 : Acqua (arrangements et participation) Alfio Origlio
- 2024 : Memories, Alfio Origlio

Bandes originales :
- L'Enfant du secret (2006), film TV réalisé par Serge Meynard - France 2
- La Grande Vie (2009), film réalisé par Emmanuel Salinger .
- L'homme sans nom (2010), film TV réalisé par Sylvain Monod - France 3
- Les Frileux (2010), film TV réalisé par Jacques Fansten - France 3
- Django (2017), film cinéma réalisé par Etienne Comar
- Meurtres dans les Landes (2017), film TV réalisé par Jean-Marc THERIN - France 3

## Spectacles
- Madre (composition et direction), opéra flamenco en cinq actes, chorégraphie de Sharon Sultan.